# 都会 (ザ・タイガースの曲)
「都会」（とかい）は、ザ・タイガースの13枚目のシングル。1970年3月30日発売。オリコン最高位10位。これがグループ・サウンズ全体で最後にオリコン・トップ10に入った曲である。

## 収録曲
- 両曲とも、作詞:山上路夫・作曲・編曲:クニ河内

A面
1. 都会 (Solitude In The City) [3:16]
  - ハプニングス・フォーのクニ河内が作曲を担当。

B面
1. 怒りの鐘を鳴らせ (Ring The Bell Of Anger) [4:13]
  - タイガースのシングルの中で4分を超える、演奏時間が一番長い曲。